# Nelson O. Oduber
Nelson Orlando Oduber (1947-) es un político arubeño que fue primer ministro de Aruba. Es miembro del Movimiento Electoral del Pueblo (en papiamento, Movimento Electoral di Pueblo). Fue primer ministro por primera vez desde 1989 hasta 1994, cuando su partido perdió las elecciones parlamentarias, pero volvió a ocupar el cargo desde el 30 de octubre del 2001 hasta el 30 de octubre del 2009.
- Datos: Q942470
- Multimedia: Nelson Oduber / Q942470